# Aldeia das Dez
Aldeia das Dez is een plaats (freguesia) in de Portugese gemeente Oliveira do Hospital en telt 627 inwoners (2001).